# Yakusoku wa Iranai
Yakusoku wa Iranai (約束はいらない) (No necesito una promesa) es el opening de la serie de animación japonesa Tenku no Escaflowne (traducida literalmente como Escaflowne del Cielo pero conocida como La visión de Escaflowne). Su composición es un trabajo de Yōko Kanno, famosa compositora en el mundo del anime y de los videojuegos e interpretada por Maaya Sakamoto, siendo éste su primer sencillo.
Esta canción marcó el inicio de la carrera musical de Sakamoto y constituye un ícono de la música en el anime. Su sonido es muy experimental, exhibiendo el uso de guitarra, piano y gaitas en cierta parte de la canción que despliega así una fuerte sensibilidad estética.
- Datos: Q2617648